# Бланкенберг (Тюрингія)
Бланкенберг (нім. Blankenberg) — громада в Німеччині, розташована в землі Тюрингія. Входить до складу району Заале-Орла. Складова частина об'єднання громад Заале-Реннштайг.
Площа — 3,74 км2. Населення становить Невірний параметр metadata 16 075 003 ос. (станом на 31 грудня 2021).

## Галерея

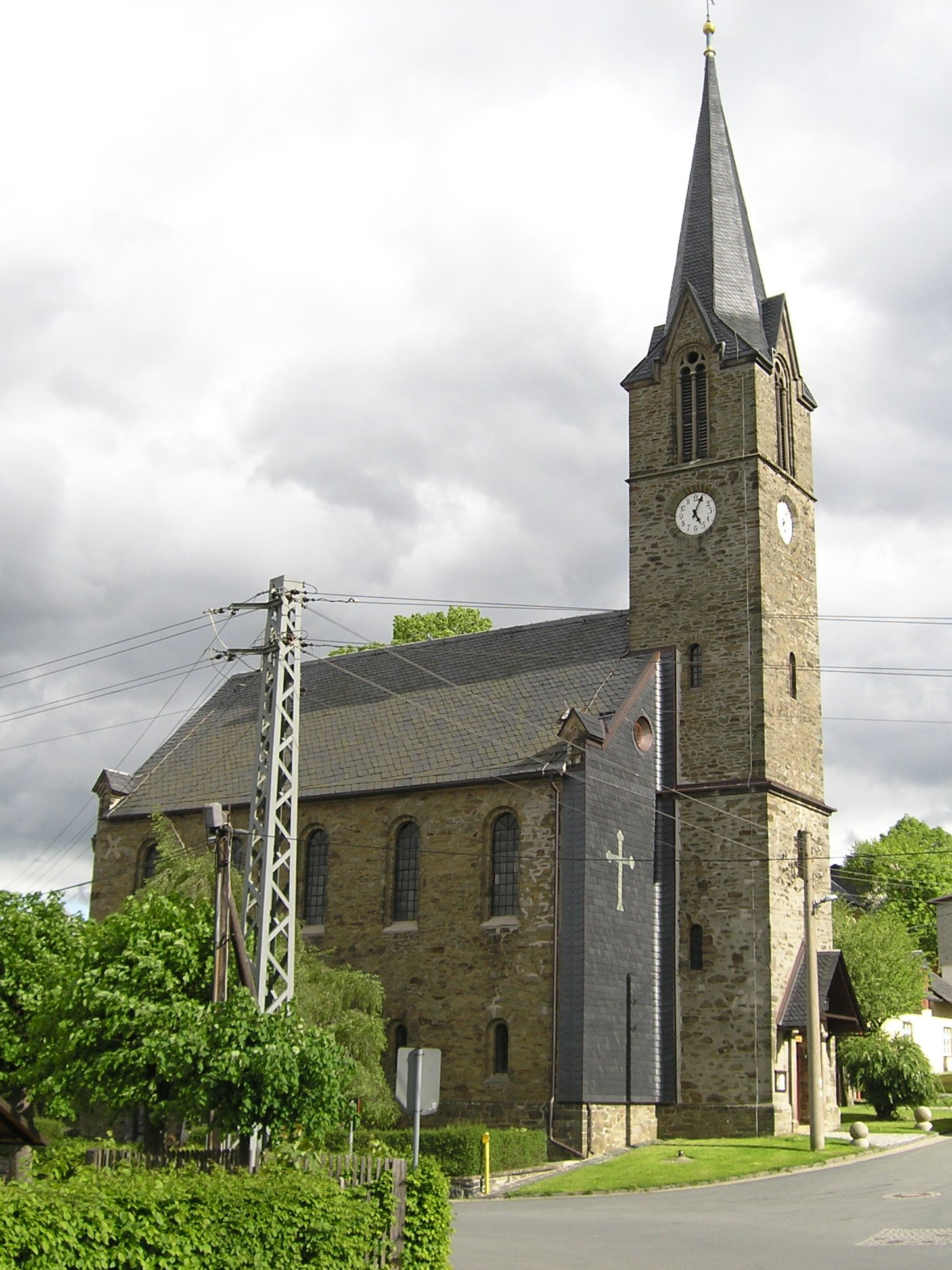
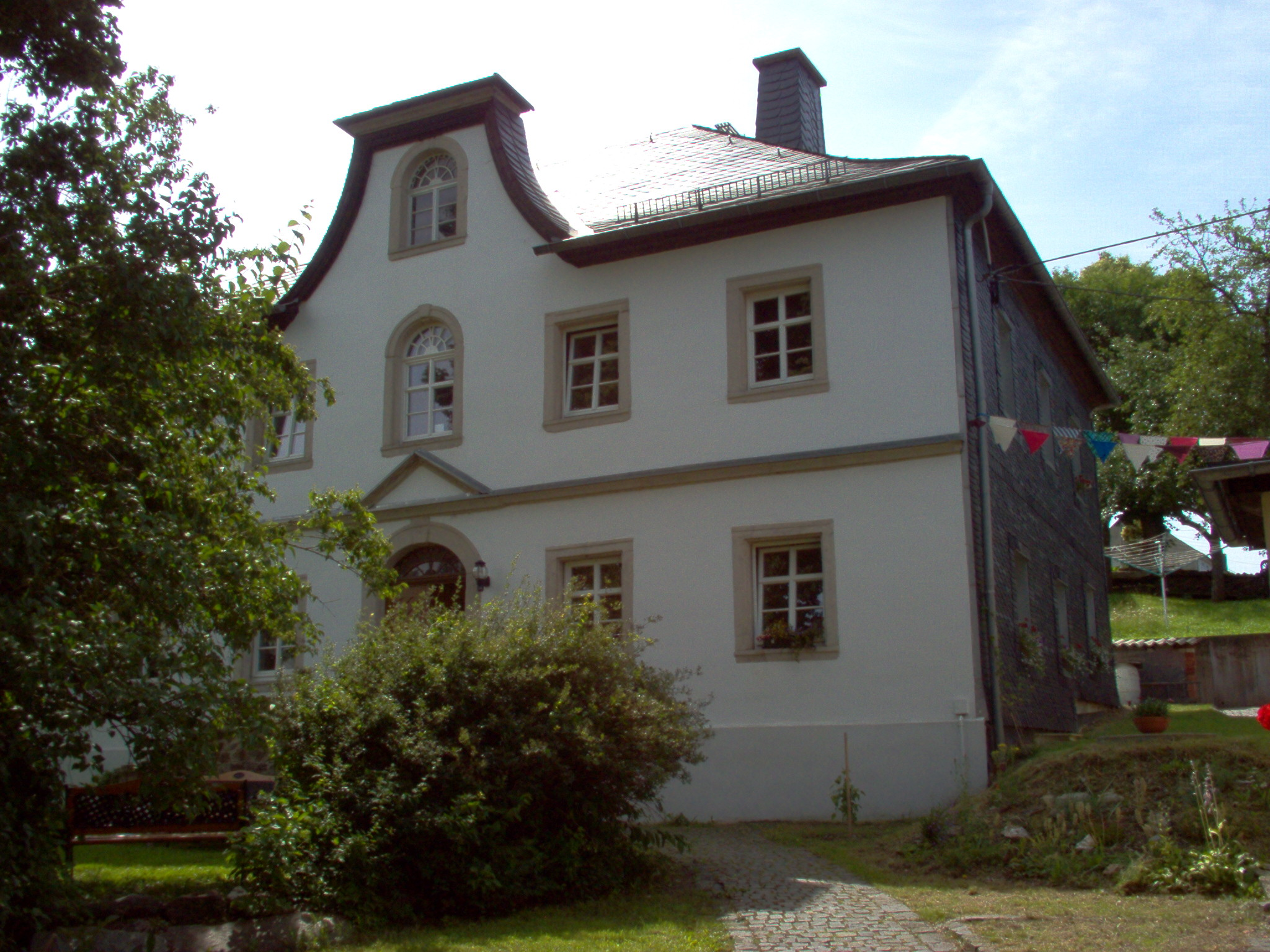
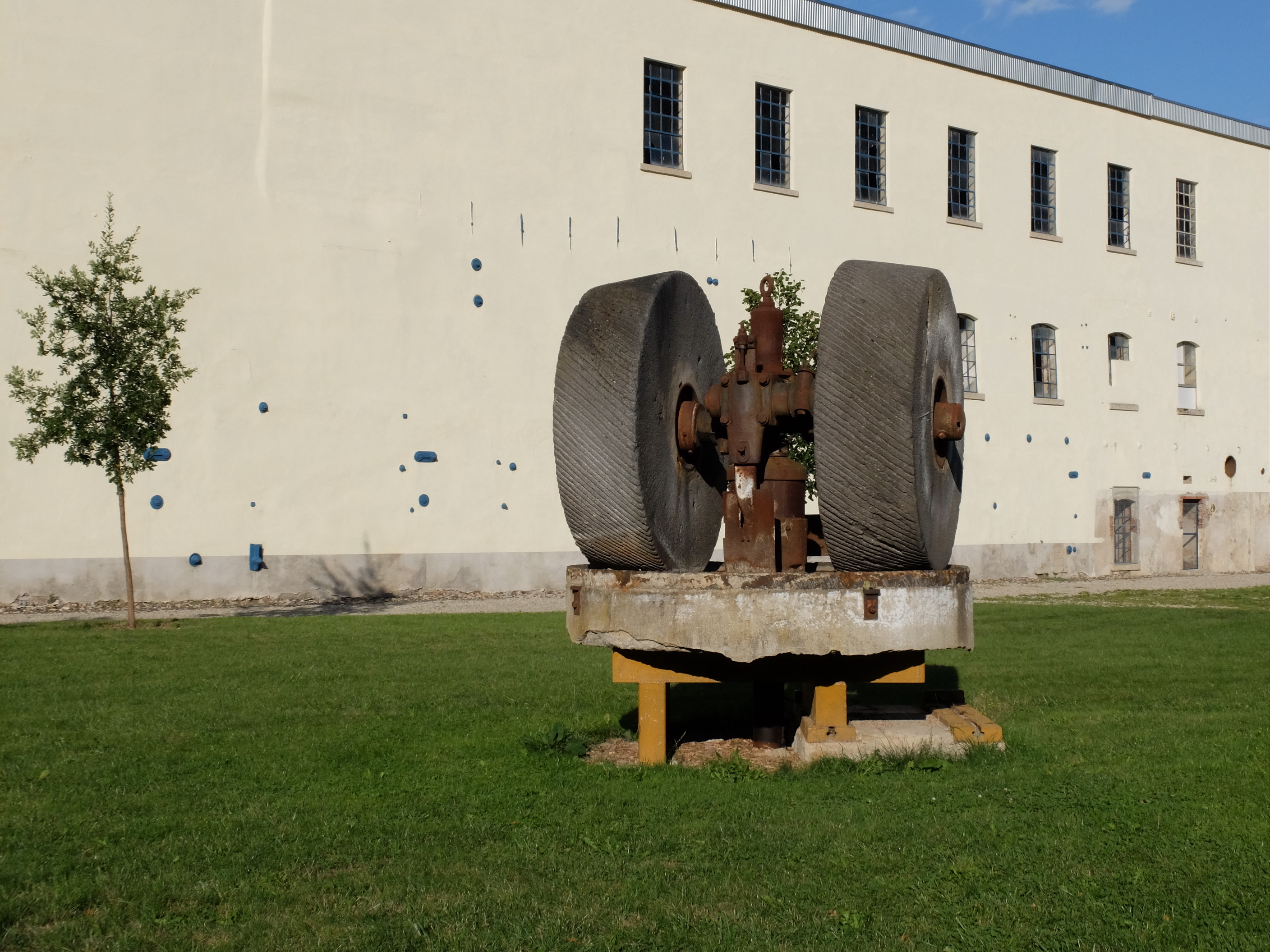
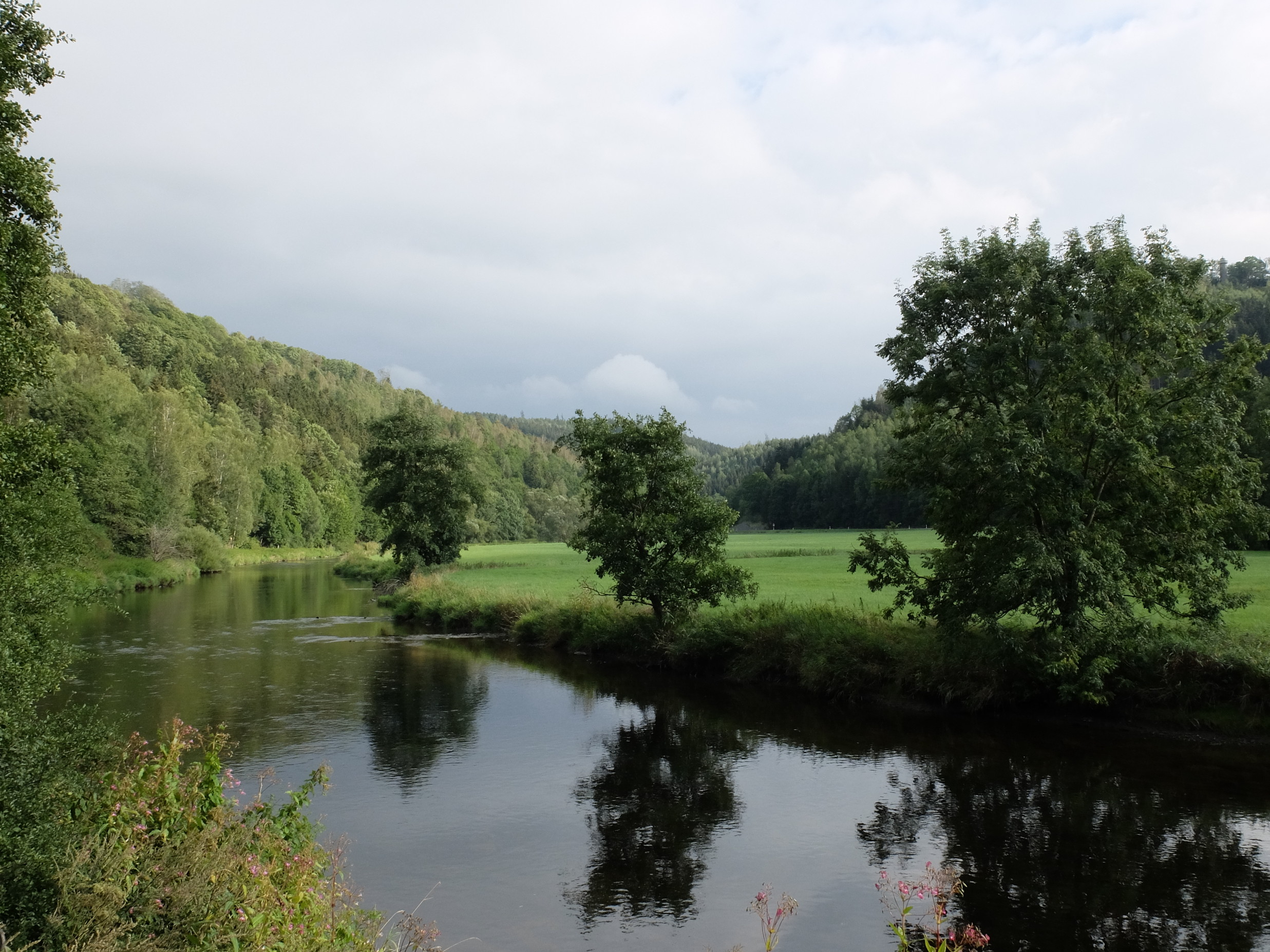